# ¿De quién es el portaligas?
¿De quien es el portaligas?  es la última película de Fito Páez, que se comenzó a grabar en el año 2006 y se estrenó, el 17 de septiembre de 2007, en la ciudad de Rosario (cuna de Fito).

## Argumento
Se trata de una comedia de enredos que se sitúa en la década de los 80 y cuenta la historia de tres amigas de unos 20 años de edad: Julieta, Leonora y Romina, que se resisten irónicamente al paso del tiempo.
Las tres poseen raíces y personalidades distintas: una proviene de una familia rica, católica, tiene problemas de drogas y cuenta con una personalidad totalmente liberal; otra tiene una personalidad más conservadora, proviene de una familia judía, y a pesar de sus 20 años tiene una vida agitada llena de conflictos; y la tercera es una madre de familia, un poco más ordenada, que trata de encarrilar los vaivenes de sus dos amigas.

## Reparto completo
- Romina Ricci como Romi.
- Julieta Cardinali como Juli.
- Leonora Balcarce como Leo.
- Fena Della Maggiora como Gino.
- Cristina Banegas como Rosa.
- Lito Cruz como El Tano.
- Gonzalo Aloras como Gonzalo.
- Verónica Llinás como Nucha.
- Darío Grandinetti como Norman.
- Carlos Resta como Tucho.
- Horacio Fontova como Brujo.
- Martín Pavlovsky como Armero.
- Fabiana Cantilo como Psicoanalista.
- Duilio Marzio como Comodoro.
- Alan Pauls como Padre Juan.
- Lía Crucet como mucama alemana.
- Roberto Fontanarrosa como el juez.
- Pablo Granados como policía.
- Marcos Martínez (Omar Obaca) como el Puma.